# Thomas Poulsen
Thomas Poulsen (Hørsholm, 16 de febrero de 1970) es un deportista danés que compitió en remo.
Participó en los Juegos Olímpicos de Atlanta 1996, obteniendo una medalla de oro en la prueba de cuatro sin timonel ligero. Ganó siete medallas en el Campeonato Mundial de Remo entre los años 1992 y 1999.

## Palmarés internacional
| Juegos Olímpicos   | Juegos Olímpicos              | Juegos Olímpicos | Juegos Olímpicos          |
| Año                | Lugar                         | Medalla          | Prueba                    |
| ------------------ | ----------------------------- | ---------------- | ------------------------- |
| 1996               | Atlanta (Estados Unidos)      | Medalla de oro   | Cuatro sin timonel ligero |
| Campeonato Mundial |                               |                  |                           |
| Año                | Lugar                         | Medalla          | Prueba                    |
| 1992               | Montreal (Canadá)             | Medalla de oro   | Ocho con timonel ligero   |
| 1993               | Račice (República Checa)      | Medalla de plata | Ocho con timonel ligero   |
| 1994               | Indianápolis (Estados Unidos) | Medalla de oro   | Cuatro sin timonel ligero |
| 1995               | Tampere (Finlandia)           | Medalla de plata | Cuatro sin timonel ligero |
| 1997               | Aiguebelette (Francia)        | Medalla de oro   | Cuatro sin timonel ligero |
| 1998               | Colonia (Alemania)            | Medalla de oro   | Cuatro sin timonel ligero |
| 1999               | St. Catharines (Canadá)       | Medalla de oro   | Cuatro sin timonel ligero |